# Acanthaster planci
Acanthaster planci, Терновий вінок, Акантастер — багатопроменева морська зірка родини Acanthasteridae. Мешкає на коралових рифах Червоного моря і тропічній частині Індійського і Тихого океанів. Особливо численна на Великому Бар'єрному рифі.
Діаметр тіла — до 50 см; кількість променів 12-19, з віком їх число збільшується (траплялися зірки з 23 променями). Забарвлення варіюється від помаранчевого до зеленувато-синього і пурпурового. Тіло вкрите численними гострими голками довжиною до 3 см (звідси назва «терновий вінець»). У основі голок знаходяться отруйні залози, тому їх уколи дуже болючі і викликають серйозне отруєння навіть у людини.